# Menin Gate-emlékhely
A Menin Gate-emlékhely azoknak az első világháborús nemzetközösségi katonáknak állít emléket a belgiumi Ypres keleti oldalán, akik hősi halált haltak a városért és a környéken folyó harcokban, és ma ismeretlen helyen nyugszanak.

## Története
A Menin Gate (Menin kapu) a belgiumi csatákban elesett és azóta ismeretlen helyen nyugvó nemzetközösségi katonák előtt tisztelgő négy emlékhely egyike, az ypres-i kiszögellésben hősi halált haltak előtt tiszteleg. A kiszögellés 1914 október-novemberében, az első ypres-i csata idején alakult ki, amikor brit csapatok még a tél beállta előtt biztosították Ypres-t, és a németeket visszaszorították a Passchendaele-hegyhátig. A második ypres-i csata 1915 áprilisában kezdődött, amikor a németek először vetettek be mérges gázt a várostól északra védekező antant-egységek ellen. A szövetséges erők hátrébb vonultak, és új állásokat vettek fel. A harmadik ypres-i csata 1917 júniusában indult, amikor a britek támadást indítottak a déli francia vonal tehermentesítésére. Az akció novemberben, Passchendaele elfoglalásával zárult.
A háború után azért választották a Menin Gate területét emlékhelynek, mert a város keleti kijáratán (Porte de Menin) több százezer katona vonult át rajta a csatatérre. 1914-ben nem állt ott épület vagy hivatalos városkapu, csak egy átkelő volt a vizesárok felett az óváros erődítményeiből. Az emlékműre 54 896 ausztrál, kanadai, indiai, dél-afrikai és brit katona nevét vésték fel. A britek közül, néhány kivétellel, azok szerepelnek, akik 1917. augusztus 16. előtt haltak hősi halált. A később elhunyt britek, valamint az új-zélandiak nevét a Tyne Cot katonai temetőben örökítették meg. Az 1917. augusztus 16. előtt elesett és jeltelen sírban pihenő új-zélandi katonák neve a Buttes-temetőben és a Messines-hegyhát temetőben olvasható.
Az emlékművet Sir Reginald Blomfield tervezte, a szobrokat Sir William Reid-Dick készítette. A kaput Herbert Pulmer tábornagy leplezte le 1927. július 24-én.
Az emlékművön megnevezett hősi halottak közül Charles Fitzclarence dandártábornok a legmagasabb rangú. A főtiszt elévülhetetlen szerepet játszott Gheluvelt falu visszafoglalásában 1914. október 31-én. November 12-én halt meg egy tanya közelében, amelyet később Fitzclarence Farmként tüntettek fel a brit lövészárok-térképeken. Fitzclarence korábban harcolt a búr háborúkban, hősies helyetállásáért Viktória Keresztet kapott.
2023 óta az első világháború temetői és emlékhelyei részeként a világörökséghez tartozik.

## Az utolsó őrség
A kapu előtt haladó forgalmat minden este 20 órakor megállítják, amíg a Last Post Association kürtöse be nem fejezi az elesetteket búcsúztató Last Post (Az utolsó őrség)  dallamait. A szokást 1928-ban vezették be. A Last Post Associationt a város lakosai alapították.